# Nikon FM10
Le Nikon FM10 est un appareil photographique reflex mono-objectif argentique fabriqué par Cosina pour le compte de la société Nikon et commercialisé à partir de 1995.
Il est compatible avec le système d'objectifs Nikkor.

## Histoire
Alors que les appareils tout automatiques (Autofocus, mesure de lumière, avancement motorisé du film, etc.) envahissaient le marché, Nikon a voulu proposer un appareil basique et peu cher. Démarche identique à celle de Canon six ans plus tôt avec le Canon T60. Tout comme Canon en 1991, Nikon a sous-traité à la firme Cosina qui a placé un capot "style Nikon" et une monture F sur son C1 datant d'une vingtaine d'années.

## Caractéristiques
Plus de moteur mais un levier d'armement, plus d'autofocus mais une bague de distance, pas de codage DX mais un réglage manuel de la sensibilité du film, pas d'exposition programmée mais une Led verte à allumer dans le viseur en jouant sur les commandes de diaphragme et de vitesse. Pas de mesure TTL au flash et il faut penser à choisir soi-même une vitesse égale ou inférieure à la vitesse de synchro flash.
L’obturateur plan focal à rideaux métalliques se déplace verticalement et donne les vitesses de 1 seconde au 1/2000 et une pose B. La synchro flash se fait au 1/125 s.
Étonnamment, alors que Chasseur d'images avait étrillé le T60 (sous la plume d'un autre journaliste) le FM10 trouve grâce aux yeux de Guy-Michel Cogné sensible au charme rétro et à l'utilisation « à l'ancienne » et au fonctionnement tout mécanique (seule la cellule demande une pile).
L'appareil n'est pas motorisable.

## Accessoires compatibles
- Objectifs Nikkor avec couplage AI et bague de mise au point.
- N'importe quel flash puisqu'il n'y a pas d'automatisme.